# 思い出のたね
「思い出のたね」（おもいでのたね）あるいは「ジーズ・フーリッシュ・シングズ」（原題：These Foolish Things (Remind Me of You)）は、エリック・マシュヴィッツがホルト・マーヴェルの筆名で作詞し、ジャック・ストレイチーが作曲したスタンダード。この両名に加えてハリー・リンクが共作者とされることがあるが、その貢献はおそらくサビの8小節に限られる。
マシュヴィッツが作詞した「バークリー広場のナイチンゲール」などと同様、「メイフェアの歌」と呼ばれる一連の楽曲の一つ。彼はBBCの深夜放送の番組のためにジョーン・カーからの依頼を受けて本曲を作詞した。1936年に著作権が登録された。
邦題には「思い出のたね」のほか「愚かなり、わが恋」もある。

## 制作過程
マシュヴィッツの妻ハーマイオニー・ギンゴールドは自伝でこの曲は自分か女優のアンナ・メイ・ウォンに向けられたものだろうと推測しているが、本人は否定しており、「若き日のはかない思い出」から着想したとしている。『オックスフォード英国人名事典』など多くの資料は、彼が若いころ恋愛関係にあったキャバレー歌手ジーン・ロスがその人だとする。
この曲を執筆した当時、マシュヴィッツはBBCで芸能部長を務めていた。実らなかった恋を思い起こさせるさまざまなものを列挙していく構成の詞で、本人はカタログソングと呼んだ。彼は日曜の午前、ロンドンの自宅アパートメントでコーヒーとウォツカを飲みながらヴァースとコーラスを書いた。それをストレイチーに電話越しに読んで聞かせ、その日の晩のうちに次にどうするか話し合った。

## 人気
BBCの番組に加えて、1936年にはロンドンでのショー「スプレッド・イット・アブロード」でも劇中歌として使われるも話題にならなかった。しかし西インド諸島出身のピアニスト兼歌手であるレスリー・ハッチンソン（ハッチ）がBBCのマシュヴィッツの部屋に置かれたピアノの上に広げてあった譜面を発見し、気に入って録音した。これが大きなヒットとなり、世界中のミュージシャンが取り上げるに至った。同じ年にハッチ以外にもベニー・グッドマン、テディ・ウィルソン、ビリー・ホリデイらが録音した。
当初は評判にならず、エージェントのキース・プラウスは取り扱うことを拒否してマシュヴィッツに版権を委ねた。これが幸いして、彼が得た収益は1957年の時点で4万ポンドにのぼったと記されている。

## 代表的な録音
さまざまな歌手および演奏者による作品が存在する。以下は歌唱の代表例。
- ナット・キング・コール（Just One of Those Things, 1957年）
- ビング・クロスビー
- ジョニー・ハートマン
- フランキー・レイン
- サム・クック
- サラ・ヴォーン
- エラ・フィッツジェラルド
- ビリー・ホリデイ
- ローズマリー・クルーニー
- アーロン・ネヴィル
- フランク・シナトラ（Point of No Return, 1962年）
- イヴ・モンタン
- リック・アストリー（6枚目のアルバム『ポートレイト』、2005年）
- カサンドラ・ウィルソン（『カミング・フォース・バイ・デイ』、2015年）
- ジェームス・ブラウン 3回録音しており、ストリングスを入れた1963年のシングルはビルボードのR&Bチャートで25位、ポップチャートで50位の成績を収めた[15]。
- ブライアン・フェリー（初ソロアルバム『愚かなり、わが恋』タイトル曲、1973年）
- ボブ・ディラン（『トリプリケート』, 2017年）
- セス・マクファーレン（No One Ever Tells You, 2015年）

## 映像作品での使用
- ハンフリー・ボガート主演の映画『東京ジョー』（1949年）で共演者のフローレンス・マーリーが歌った。
- 1959年のテレビシリーズ『トワイライト・ゾーン』の「ピアノの怪」で自動演奏のピアノが客の告白を導入する場面で使用される。
- ベルトラン・タヴェルニエ監督の映画『ダディ・ノスタルジー』（1990年）で主題歌となり、英国では『These Foolish Things』をタイトルとして公開された。劇中でこの歌は何度か流れ、サウンドトラックにはジェーン・バーキンとジミー・ロウルズのデュエット、ジミー・ロウルズのピアノソロ、ジミー・ロウルズ単独での弾き語りの歌唱という3つのパターンが収録されている[16]。
- 2015年の映画『マイ・インターン』でジュールズとベンがピザとビールの食事をとりながら話す場面で流れる。